# Asianthrips sulawesiensis
Asianthrips sulawesiensis (лат.) — вид трипсов рода Asianthrips из семейства Phlaeothripidae (Thysanoptera).

## Распространение
Встречаются в Юго-Восточной Азии: Karaenta Forest Res., остров Сулавеси (Индонезия).

## Описание
Мелкие коричневые насекомые (длина около 1—2 мм) с четырьмя бахромчатыми крыльями. От близких видов отличаются следующими признаками:  длина головы почти равна ширине или немного длиннее; 3-й членик усиков полностью жёлтый; передние бёдра коричневые, с жёлтой вершинной; глазковая область слабо выпукла. Щетинки S1 на IX-м тергите брюшка короче S2. Максиллярные стилеты коротки, не достигают глаз; серия вентральных коротких щетинок на члениках усиков отсутствует; сетка между глазами очень слабая или почти гладкая. Мезопрестернум и мезоэустернум узко сросшиеся, с длинными швами между ними с обеих сторон; голова почти равна ширине или длиннее. III-й членик усиков желтоватый, светлее IV-го членика. III-V тергиты брюшка шире переднеспинки. Максиллярные стилеты длинные. III членик усиков с тремя чувствительными конусами. Усики 8-члениковые, VIII членик сросшийся с VII члеником; сегмент III асимметричный; колокольчатые сенсиллы на II членике расположены вблизи вершины. Заднегрудной стерноплевральный шов отсутствует; мезопрестернум медиально сросся с мезоэустернумом, между этими пластинками с обеих сторон имеются швы. Брюшные тергиты II—VII с двумя парами удерживающих крыло щетинок.

## Классификация
Вид был впервые описан в 2022 году японскими энтомологами Shuji Okajima и Masami Masumoto (Laboratory of Entomology, Tokyo University of Agriculture, Ацуги, Канагава, Япония). Близок к виду Asianthrips magnus.